# Wydział Sztuki Mediów Akademii Sztuk Pięknych w Warszawie
Wydział Sztuki Mediów Akademii Sztuk Pięknych w Warszawie – jeden z dziewięciu wydziałów Akademii Sztuk Pięknych w

Warszawie. Jego siedziba znajduje się przy ul. Spokojnej 15 w Warszawie.

## Struktura
- Katedra Sztuki Mediów
- Katedra Fotografii i Realizacji Obrazu
- Katedra Multimediów i Animacji
- Katedra Inscenizacji i Reżyserii
- Katedra Ogólnoplastyczna
- Zakład Przedmiotów Humanistycznych i Teoretycznych
- Zakład Informatyczny[2]

## Kierunek studiów
- Sztuka mediów

## Władze
- Dziekan: dr. Piotr Kucia[3]
- Prodziekana ds. Jakości Kształcenia: mgr. Dorota Kozieradzka
- Prodziekan ds. Studenckich: dr. Maciej Szczęśniak
- Pełnomocnik ds. Studiów Niestacjonarnych: dr. Karol Jaworowski